# イキのいい奴
『イキのいい奴』（イキのいいやつ）は、NHK総合テレビジョンで1987年1月7日～3月11日に水曜ドラマ枠で放送されたテレビドラマ。
戦後間もない東京柳橋の鮨屋に弟子入りした青年が職人として一人前に成長していく姿を描く。原作は師岡幸夫のエッセイ「神田鶴八鮨ばなし」。脚本の寺内小春は『麗子の足』（TBS）と本作により第5回向田邦子賞を受賞。平均視聴率22.3％、また続編の『続・イキのいい奴』も平均視聴率22.8％をそれぞれ記録している。第1シリーズのみ2003年9月26日にVHSが発売されていたが、2017年10月27日に第1・2シリーズのDVD-BOXが同時発売された。

## キャスト
兵藤晋作
演 - 小林薫
本作の主人公。辰巳鮨の親方。口より先に拳で弟子を教え込む、頑固一徹の鮨職人。
義理人情に厚く祭りが大好きな江戸っ子。西洋的なものを受け入れる事ができない。
平山安男
演 - 金山一彦
本作のもう一人の主人公。晋作の弟子。旧制中学をドロップアウトした少年。頑固なところは晋作同様で、事あるごとに彼と衝突する。厳しい修行に耐えながらも日々成長していく。
豆奴
演 - 藤奈津子
柳橋の芸者。なにかと辰巳鮨に顔を出す。晋作に惚れている。　
長谷川悟
演 - 若山富三郎
近所の仕立屋。子供がおらず、修行中の安男を実の子のように見守る。　
長谷川玉代
演 - 松尾嘉代
悟の妻。悟同様、安男の面倒を見る。
山田久枝
演 - 松本典子
仕立屋の針子。安男に好意を寄せる。
兵藤（平田）正彦
演 - 谷口誠
晋作の子。加代と暮らしていたが、ある事情から晋作に引き取られる。晋作と安男がぶつかったときの中和剤的存在。
菊田
演 - 花沢徳衛
晋作の親方。浅草で菊鮨を営む。
梅子
演 - かたせ梨乃
独り身の晋作を案じて、悟が晋作に紹介した女性。晋作に想いを寄せるが・・・
清吉
演 - 下條アトム
ドラマ中盤に登場した安男の兄弟子。腰が落ち着かない性格のため、短期間で辰巳鮨を去る。
平田加代
演 - 萩尾みどり
戦争で生き別れになった晋作の元妻。正彦の母。
平山幸吉
演 - 地井武男
安男の父。元鮨職人。晋作の親方としての器量を見込んで、安男を預ける。
一柳の女将
演 - 光本幸子
辰巳鮨をひいきにしている料亭の女将。相当な苦労人らしく、物事の本質を見抜く目を持つ。
金森銀造
演 - 北村和夫
豆奴の旦那（パトロン）。嫌味な成金社長。
呉服屋
演 - 三木のり平
長倉美恵
鈴木倫子
名川忍
島田雄一郎
小川知子
語り
演 - 加藤武
現在の平山安男という設定。

### ゲスト出演
久保晶（第2話）
中島陽典（第3話）
加藤正之（第3話）
東八郎（第4話）
ガッツ石松（第6話）
渡辺えり子（第7話）
木之元亮（第7話）
江戸家猫八（第8話）
加藤治（第8・9話）

## 主題歌
- 「男ばなし」歌：森進一（作詞：星野哲郎、作曲：大野雄二、編曲：川口真）

## スタッフ
- 脚本：寺内小春
- 演出：大原誠、黛りんたろう、佐藤峰世
- 音楽：大野雄二

## サブタイトルと視聴率[4]
1. ゴリラが来た（19.9%）
2. 死んだはずだよ（21.2%）
3. おいしい話（21.7%）
4. オレは母だ（20.7%）
5. 花火は火花（20.5%）
6. イイキ・なまイキ（23.3%）
7. ウロコは落ちたか（22.7%）
8. 子は心外（22.8%）
9. 聖しこの鮨（23.9%）
10. 男純情（26.0%）

## 続編
『続イキのいい奴』は1988年4月6日～7月6日に放送された。前作最終回の1年後から安男が一人立ちするまでを描く。

### キャスト
兵藤晋作
演 - 小林薫
平山安男
演 - 金山一彦
前作と変わらず修行の日々を送る毎日。しかし晋作はあまりに自分の影響を受けすぎていると感じ、晋作の小型になってしまう事を恐れ独立するよう持ちかけるが、まだ親方のもとに置いておいてほしいと一度は断る。しかし長谷川に「親方に甘えすぎだ」と指摘された事で、独立を決意、辰巳鮨を後にし幸吉とともに「幸鮨」を開き親方となる。
加納（兵藤）道子
演 - 石田えり
本作のヒロイン。女性雑誌社に勤務しており、鮨の取材を通して晋作と知り合う。女性解放運動にも積極的に参加するなど行動的で気が強く、当初は何かにつけ晋作とケンカばかりしていたが、後に結婚。辰巳鮨のおかみとなる。晋作と度々衝突はするものの、基本的には主人であり親方の晋作の意思を尊重している。
中岡謙助
演 - 益岡徹
新弟子。大学を中退して弟子入りした変わり種。鮨を語るのに実存主義のサルトルを持ち出す、困った好青年。年下の先輩である安男とはウマが合う（安男のほうも、年上の謙助に対しては、ちゃんと｢さん｣付けで呼んでいる）。
豆奴
演 - 藤奈津子
長谷川悟
演 - 若山富三郎
長谷川玉代
演 - 松尾嘉代
兵藤（平田）正彦
演 - 谷口誠
菊田
演 - 花沢徳衛
はるみ
演 - 立花理佐
安男が偶然知り合った女性。洋裁学校に通っている。安男とは友達以上恋人未満。
一柳の女将
演 - 光本幸子
宮古電気
演 - 石橋正次
近所の電気屋。「ありがとうございました」が口癖。洗濯機を試供品として辰巳鮨に持ち込むが、晋作には買わねえと言い切られ引き上げさせられる。しかし道子が辰巳鮨と校正の仕事の両立のために苦労しているのを見て、道子に内緒でこっそり洗濯機を買ったのでホクホク。
小泉
演 - 石橋蓮司
道子の雑誌社時代の編集長。
中岡熊子
演 - 草笛光子
謙助の母。玉代とは昔のお針子仲間。
平田加代
演 - 萩尾みどり
平山幸吉
演 - 地井武男
菊田の妻
演 - 風見章子
語り
演 - 加藤武

### ゲスト出演
寺田農
二見忠男
長門裕之
益田喜頓
柳家小さん
新井量大
久保晶
小木茂光
田子の浦忠雄
森進一

### 主題歌
- 「男ばなし」歌：森進一

### スタッフ
- 脚本：寺内小春
- 演出：岡本憙侑、木田幸紀、末松緑朗、川合淳志、四方康嗣
- 音楽：渡辺博也

### サブタイトルと視聴率
1. 新猿人類（20.6%）
2. 鮨だけが知っている（22.7%）
3. 涙の連絡船（19.7%）
4. 寄行尾行親孝行（23.2%）
5. 金難・女難（23.6%）
6. 辰巳鮨は不滅です（22.2%）
7. 女一人で飲む酒は（23.4%）
8. 永遠のにぎり（25.0%）
9. 両方いいのは頬かぶり（23.4%）
10. 花も嵐も（21.7%）
11. 男のホンネ（22.2%）
12. 振れない袖（24.1%）
13. 男ひとすじ（24.0%）